# Stuorrajavri (sjö i Utsjoki, Lappland, Finland)
Stuorrajavri och Nuorttahjavri, eller Luomushjävrik är sjöar i Finland. De ligger i kommunen Utsjoki i landskapet Lappland, i den norra delen av landet, 1 000 km norr om huvudstaden Helsingfors. Stuorrajavri ligger 323 meter över havet. Arean är 2,53 kvadratkilometer och strandlinjen är 8,59 kilometer lång. Sjön  ingår i Tana älvs huvudavrinningsområde.   Omgivningarna runt Stuorrajavri är i huvudsak ett öppet busklandskap.